# Доєрлінг
Доєрлінг (нім. Deuerling) — громада в Німеччині, розташована в землі Баварія. Підпорядковується адміністративному округу Верхній Пфальц. Входить до складу району Регенсбург. Складова частина об'єднання громад Лаабер.
Площа — 7,13 км2. Населення становить 2006 ос. (станом на 31 грудня 2020).